# Reformierte Kirche Hinterrhein GR

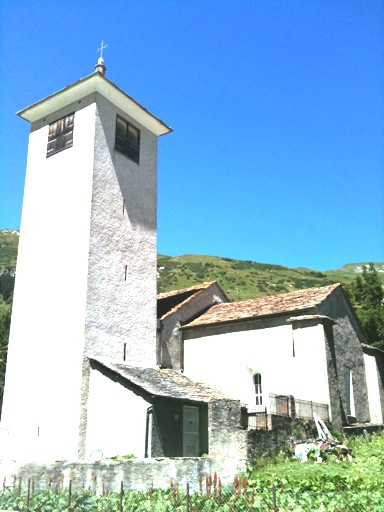
Aussenansicht

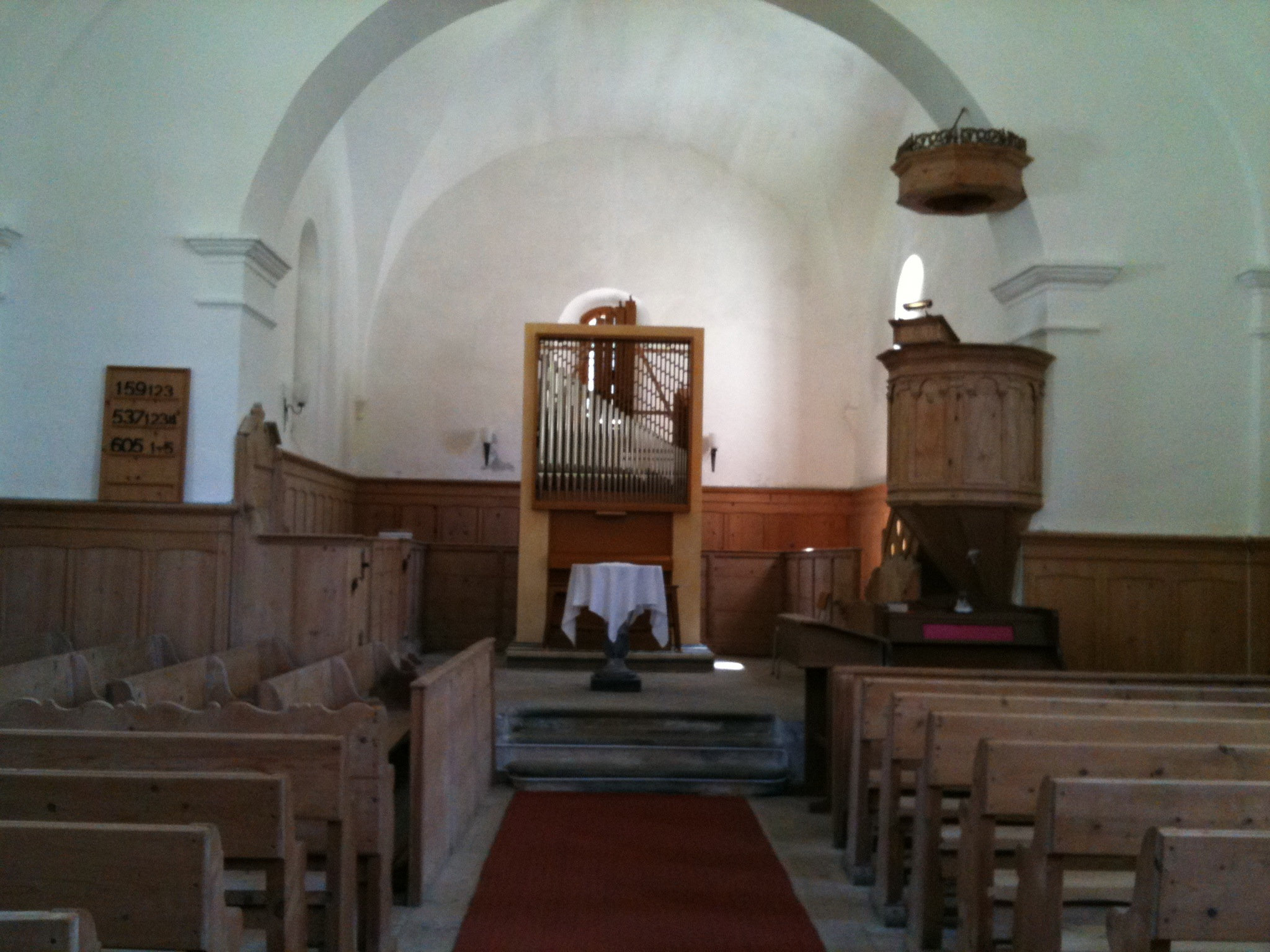
Innenansicht

Die reformierte Kirche in Hinterrhein im Rheinwald ist ein evangelisch-reformiertes Gotteshaus unter dem Denkmalschutz des Kantons Graubünden.

## Geschichte und Ausstattung
Die Herren von Sax-Misox schenkten 1219 ihre unter dem Patrozinium von Petrus stehende Kirche dem Kollegiatstift in San Vittore im Misox. Damit begründeten sie eine bis zur Reformation andauernde Verbindung Hinterrheins mit dem italienischsprachigen Bündner Südtal. Mit Annahme des neuen Glaubens suchte Hinterrhein Anschluss an Splügen.
Der historisch besonders wertvolle Taufstein vor der inneren Eingangstüre der Kirche geht zurück auf die Zeit der mittelalterlichen Walserwanderung und der ersten Sesshaftwerdung in Graubünden. Das Kircheninnere wird dominiert von einer hoch angelegten Kanzel mit Schalldeckel und einem Taufstein im Chor, der zugleich als Abendmahlstisch dient. Der kaum verputzte Kirchturm mit eingeschossiger Glockenstube trägt eine Flachkuppel.

## Kirchliche Organisation
Die Evangelisch-reformierte Landeskirche Graubünden führt Hinterrhein als Teil der Kirchgemeinde Rheinwald.

## Galerie

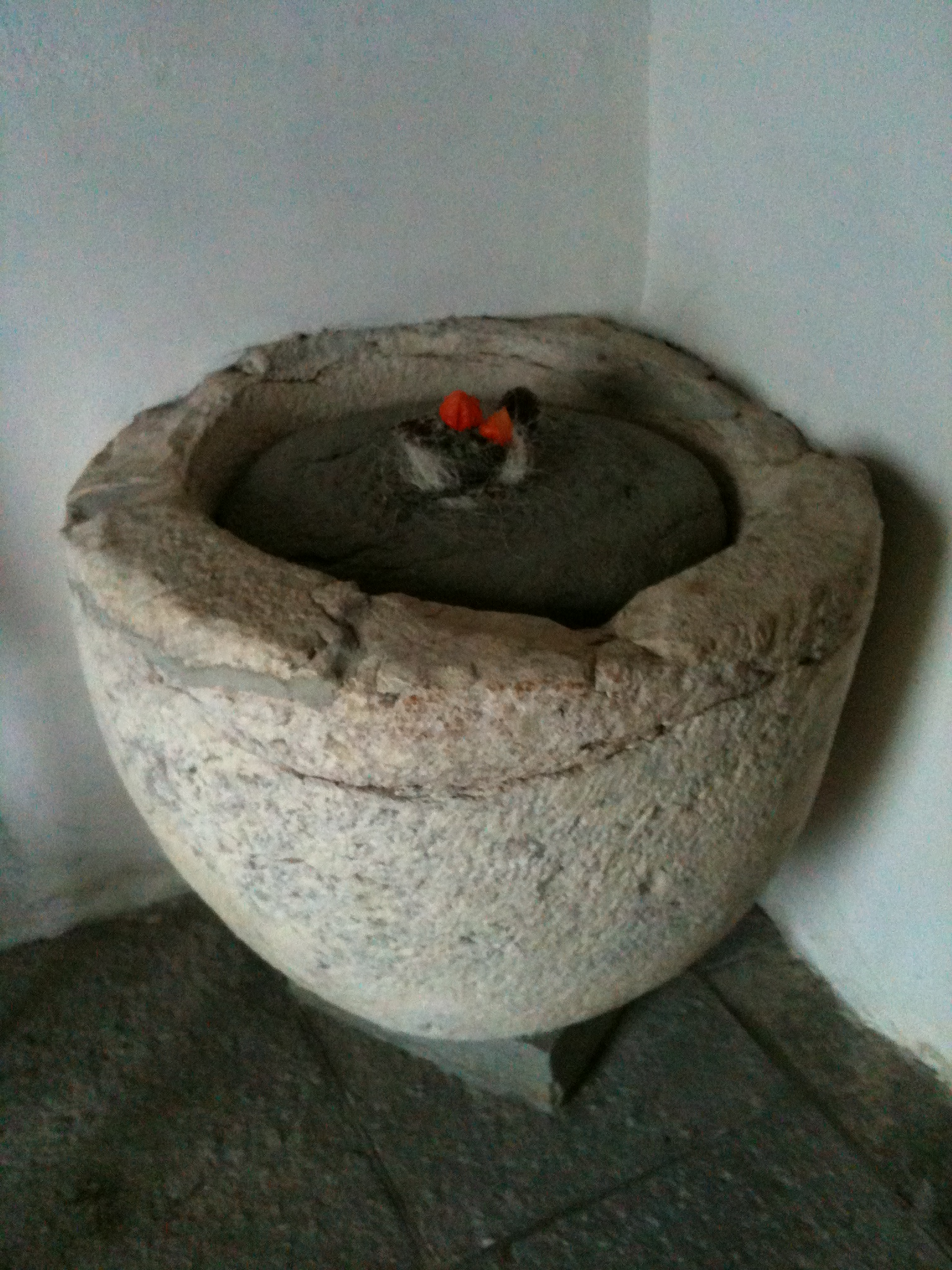
Der Taufstein hinter dem Portal aus der Zeit der Walserwanderung
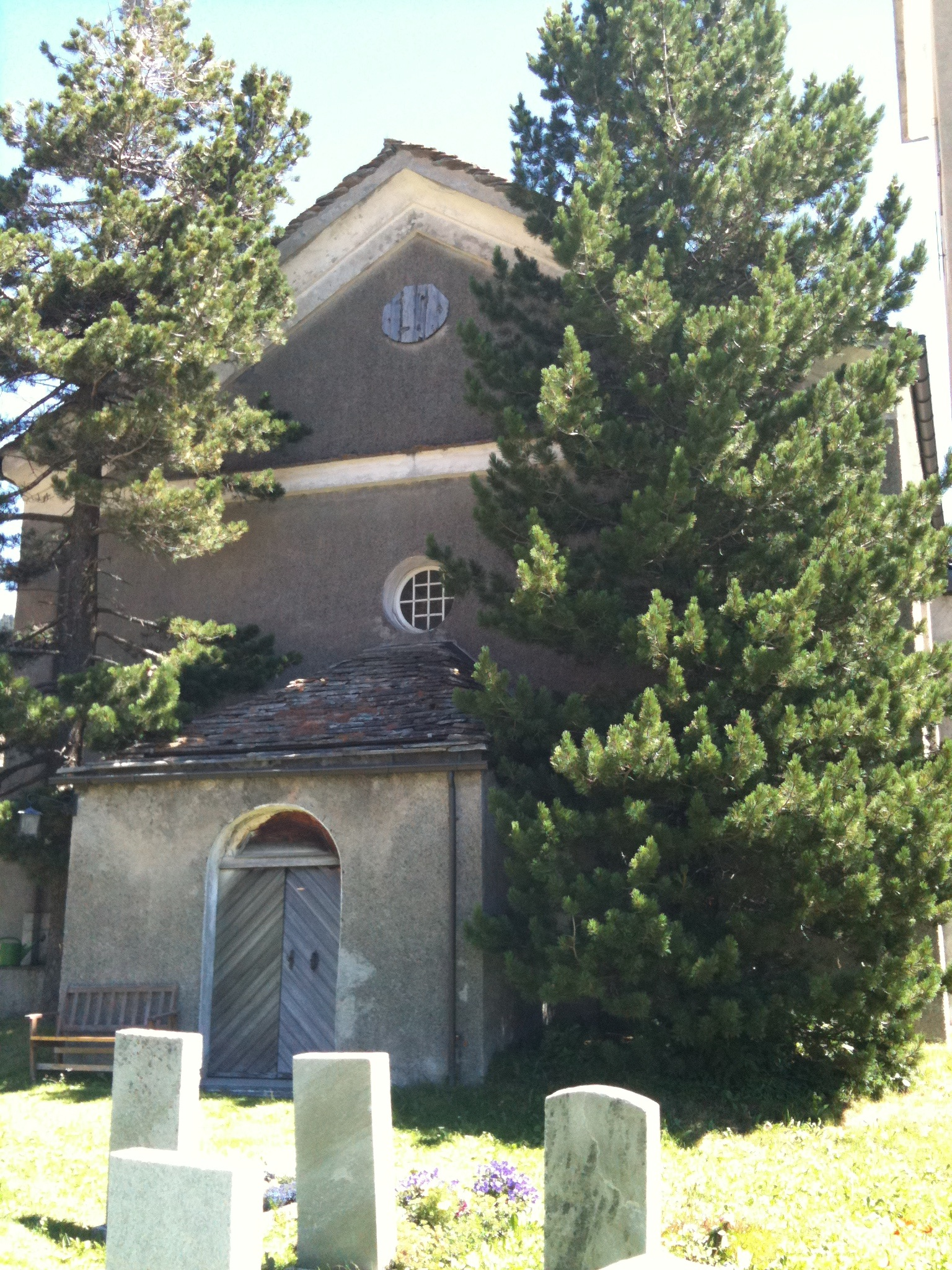
Eingang und Frontseite
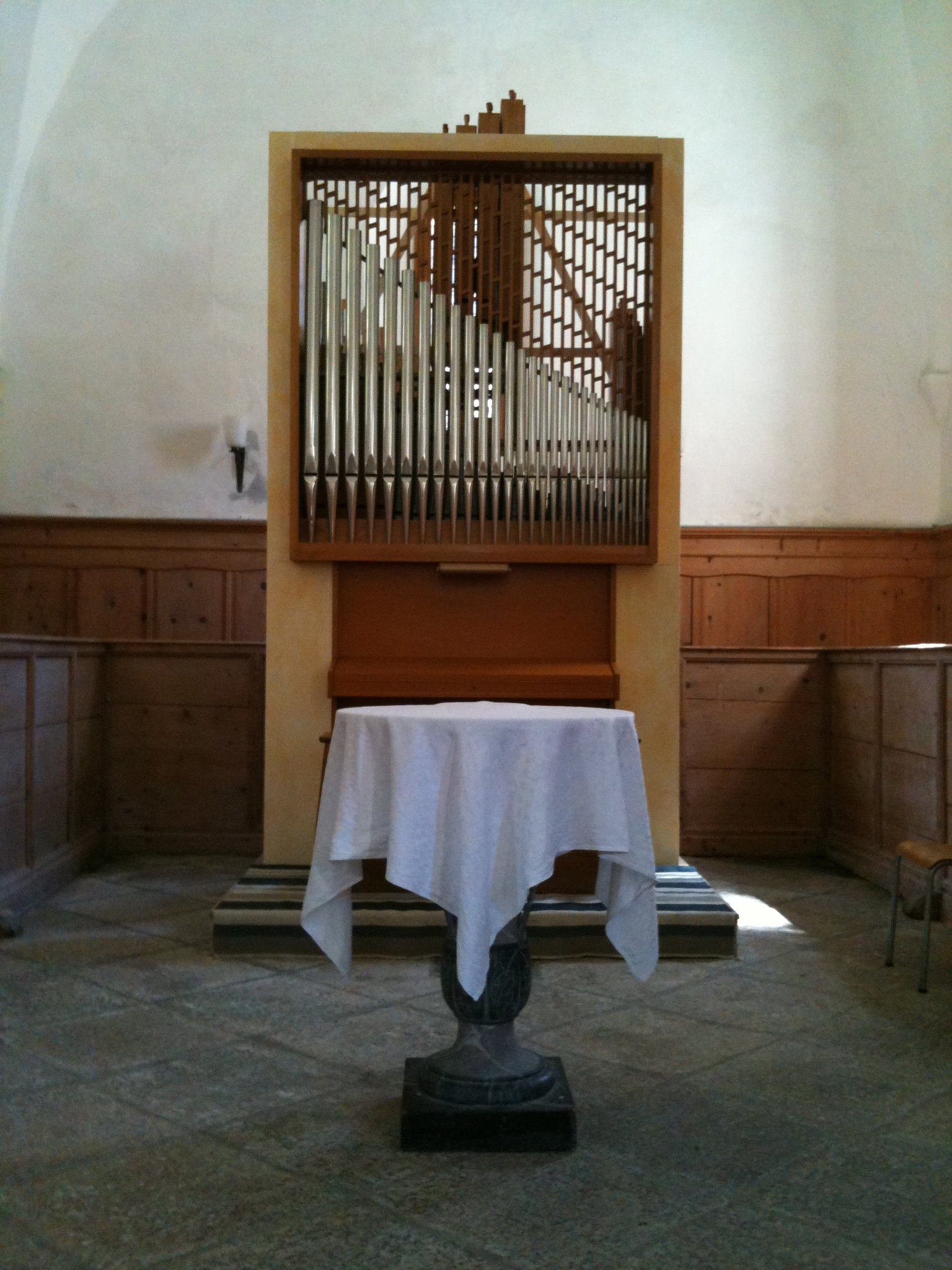
Orgel hinter Taufstein
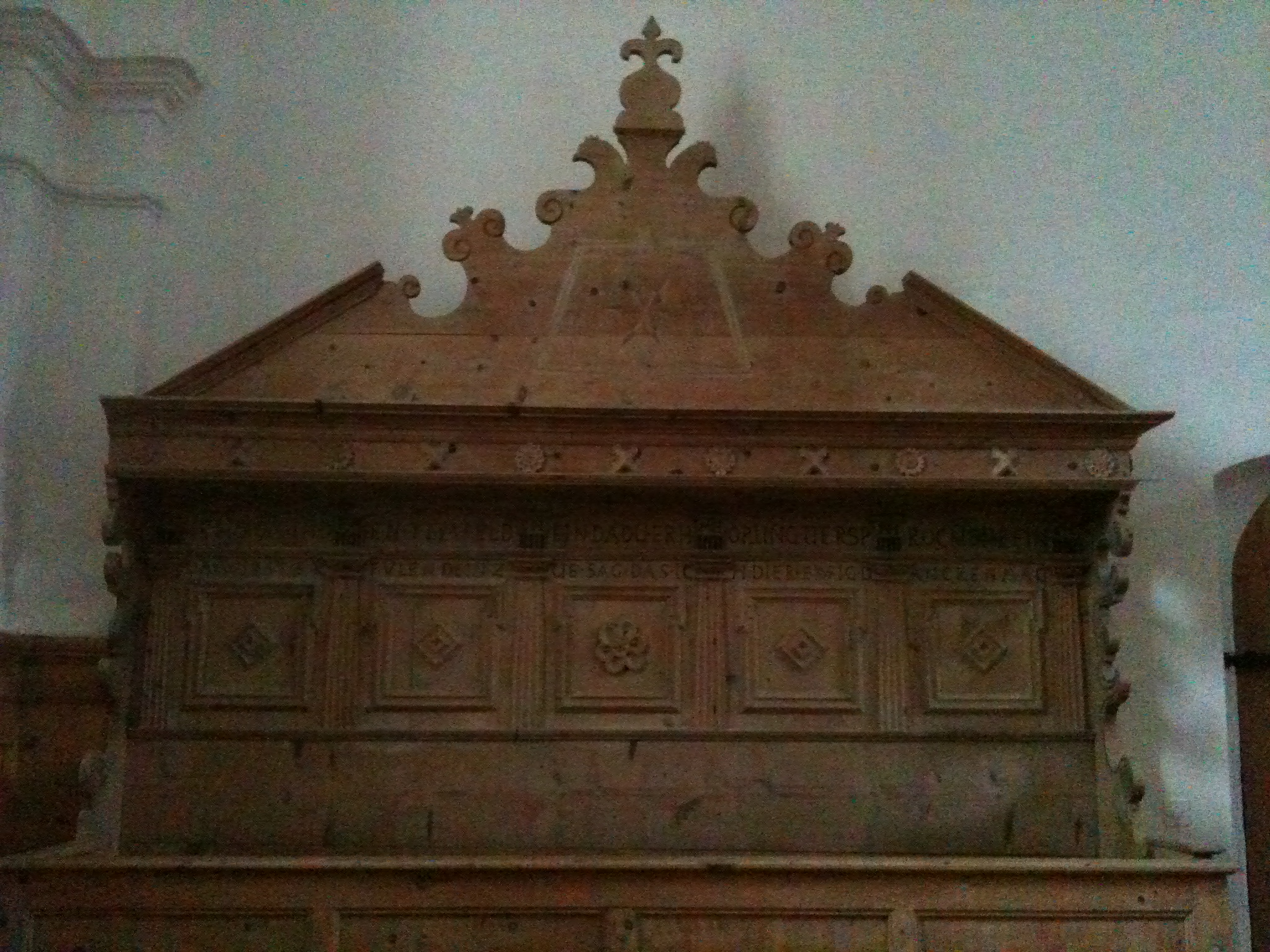
Altes Gestühl beim Eingang